# Unámichi
Unámichi ist eine Ortschaft im Nordosten des mexikanischen Bundesstaates Sonora. Unámichi liegt auf 1062 Meter und wird von der I-89 tangiert.